# Hydrogonium heterophyllum
Hydrogonium heterophyllum är en bladmossart som beskrevs av J. Fröhlich 1964. Hydrogonium heterophyllum ingår i släktet Hydrogonium och familjen Pottiaceae. Inga underarter finns listade i Catalogue of Life.